# Forte de San Lourenzo

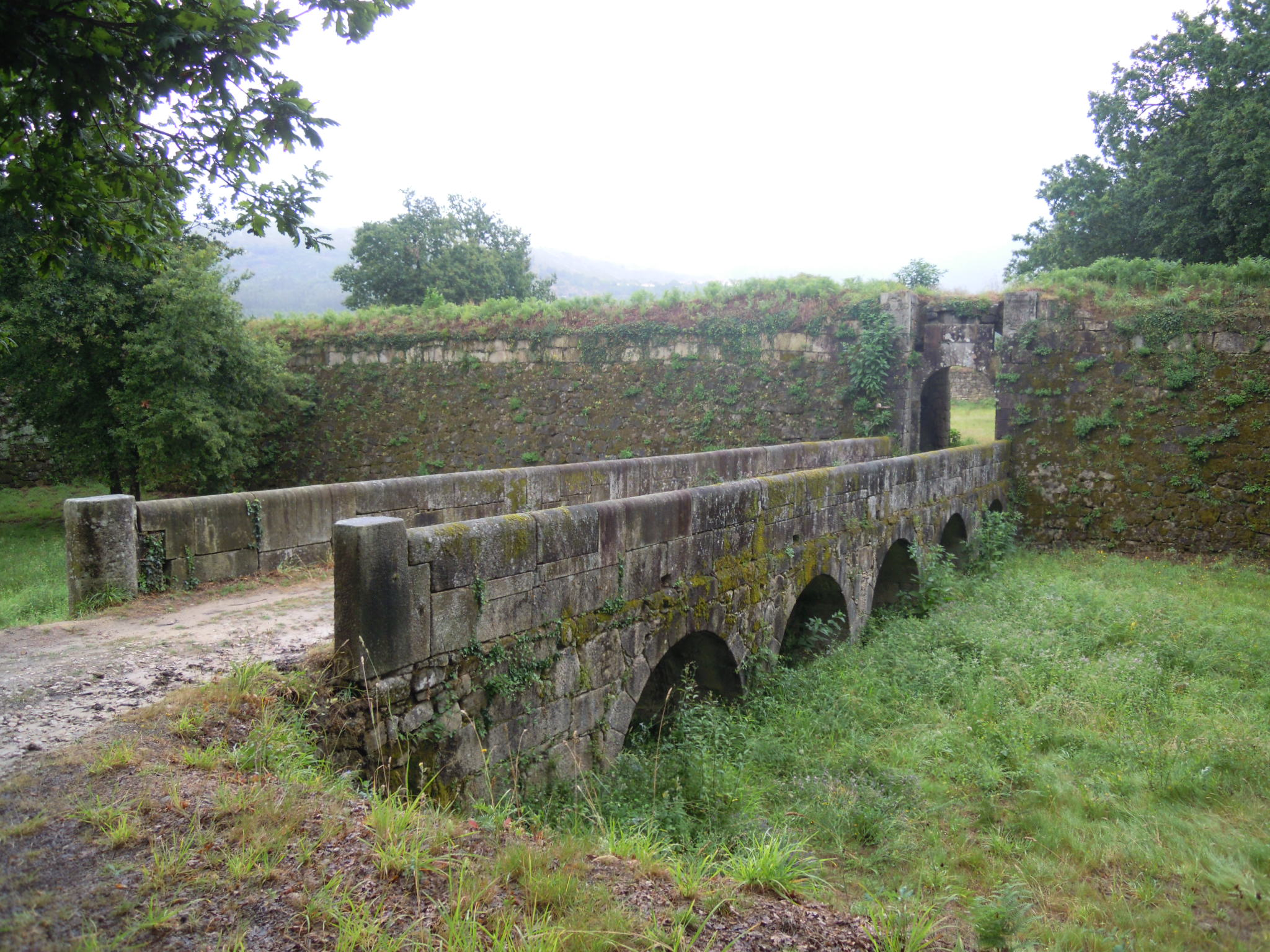

O Forte de San Lourenzo situa-se no concelho pontevedrino de Tomiño, perto do embarcadoiro de Goián na paróquia de San Cristovo de Goián, a meio caminho entre as vilas de Tui e A Guarda, na Comunidade Autónoma da Galiza, (Espanha), frente da vila portuguesa de Vila Nova de Cerveira separadas apenas pelo rio Minho.

## História
A história deste forte está ligada à vizinha Fortificação de Goián e a defesa da fronteira Sul da Galiza com Portugal.
Ocorreu que em 1663 a fortificação de Goián foi atacada e tomada pelo exército português. Após a assinatura da paz entre Espanha e Portugal em 1668 ambas as partes acordam devolver-se as praças-fortes tomadas. A Coroa Espanhola decidiu então construir um novo forte de menores dimensões, o Forte de São Lourenço, já que o tamanho da de Goián era excessivo para servir de base para uma guarnição de soldados.
Começa a construção do forte em 1671 em cumprimento de uma ordem da Rainha Dona Mariana de Áustria que, por meio de Cédula Real ordenou a construção do novo castelo no lugar no qual antes se levantava o "Fortim de Barca" de Goián. Desenvolveram-se as obras durante dois anos, com um custe total de 143.704 reais, sendo terminado em 1673 durante o reinado de Carlos II da Espanha.

Após a sua construção as melhores relações entre a Espanha e Portugal fizeram que fosse pouco utilizado, e com o tempo foi objeto de um abandono progressivo até ao abandono definitivo no século XIX. Já em 1847 Pasqual Madoz o descreve assim: 
| “ | ...Hay también un fuerte de cuarta clase, cuyas murallas están algún tanto deterioradas y arruinados los pabellones. | ” |

Após o seu abandono foi objeto de graves espoliações que afetaram a o conjunto todo. Há uns anos foi objeto de um plano de recuperação e posta em valor.

## Características
O forte apresenta planta quadrada com baluartes defensivos nos extremos que completam a forma estrelada do conjunto defensivo. Segundo Blanco Rotea e García Rodríguez "apresentava uma das plantas mais interessantes de o conjunto todo galego de fortificações do sistema defensivo do Baixo Minho, pela sua perfeição e simetria de similares características ao Forte da Ínsua, no lado português".
Cada baluarte tinha 3 guaritas, em cada um dos esquinais, e que se podem apreciar em alguns planos do século XVII.

Um fosso defensivo rodeia o conjunto todo, salvado por uma ponte que permite o acesso a porta principal que em tempos pretéritos devia fechar-se com uma grade levadiça. Nesta porta conserva-se uma inscrição de quando a fundação com o seguinte texto:
| “ | FABRICOSE ESTE FUERTE REINANDO CARLOS SEGUNDO REY DE LAS ESPAÑAS Y LA REINA GOBERNADORA SU MADRE DOÑA MARIANA E AUSTRIA SIENDO GOBERNADOR Y CAPITAN GENERAL DESTE REINO EL EXMº SEÑOR ARZOBISPO DE SANTIAGO DON ANDRES GIRON ASISTIENDO A ESTA FABRICA EL ILMº SEÑOR JUAN DE CASTILLO Mº DE Cº GENERAL DEL CONCEJO DE Gº DE SU MGD AÑO 1673. | ” |

Aos lados da porta situavam-se os escudos do sobrenome Girón o da esquerda e Castillo o da direita.
No interior divide-se em várias construções: A Casa do Governador, a Capela, Quartéis para 3 companhias, o paiol, o estábulo, diversos armazéns e um poço.
Na atualidade, os elementos defensivos do conjunto mantêm-se em bom estado de conservação.

## Curiosidades
Anualmente no mês de Agosto comemora-se em Vila Nova de Cerveira a última batalha que teve lugar nesta zona entre Espanha e Portugal, simbolizada por meio de fogos de artifício lançados desde Vila Nova e desde uma barca situada no rio. Desde este forte o público contempla a festa.
Cada dois anos os vizinhos celebram em finais de Agosto a denominada  “Fiasta”, uma feira com almoço, exposição de produtos artesanais, atividades para crianças...